# سفیدار (بافت)
سفیدار (بافت)، روستایی از توابع بخش مرکزی شهرستان بافت در استان کرمان ایران است.

## جمعیت
این روستا در دهستان کیسکان قرار دارد و براساس سرشماری مرکز آمار ایران در سال ۱۳۸۵، جمعیت آن ۶۵ نفر (۱۶خانوار) بوده‌است.